# 2001 год в музыке

## События
- 17 января — бас-гитарист Джейсон Ньюстед покидает группу Metallica после 14 лет совместной работы.
- 20 апреля — Океан Эльзы из квартета превратился в квинтет — сессионный клавишник Дмитрий Шуров стал пятым официальным членом группы.
- 10 августа — Записана песня Дискотеки Аварии Четверо парней.
- 9 сентября — на премии MTV Video Music Awards дуэт «Тату» получил интернациональную награду за лучший клип по мнению MTV Россия.
- 15 сентября — в московском ДК им. Горбунова состоялось первое выступление группы Coil в России.
- Образована группа Woven Hand во главе с Дэвидом Юджином Эдвардсом
- Записана рок-опера Тобиаса Саммета Avantasia.
- Начинает сольную карьеру Кэти Перри.
- Стартует новый открытый международный конкурс «Янтарная звезда».
- Ванесса Вай-Ти покидает группу Mindless Self Indulgence и к группе присоединяется новая бас-гитаристка - Лин-З

## Концерты

### Майкл Джексон
- 7 и 10 сентября - 2 концерта в Нью-Йорке в честь 30-летия сольной карьеры певца.
- 21 октября - Майкл Джексон выступил вместе с другими звёздами на концерте United We Stand в Вашингтоне. Концерт был посвящён терактам 11 сентября в Нью-Йорке.

## Продажи
Самые продавамые синглы 2001 года в мире (по данным MediaTraffic)
| №  | Исполнитель                           | Сингл                        | Число проданных копий, млн |
| -- | ------------------------------------- | ---------------------------- | -------------------------- |
| 1  | Shaggy                                | It Wasn’t Me                 | 5,484                      |
| 2  | Кристина Агилера, P!nk, Mya и Lil’Kim | Lady Marmalade               | 5,428                      |
| 3  | Кайли Миноуг                          | Can’t Get You Out Of My Head | 5,377                      |
| 4  | Shaggy                                | Angel                        | 5,319                      |
| 5  | Мадонна                               | Don’t Tell Me                | 4,994                      |
| 6  | Алишия Кис                            | Fallin'                      | 4,857                      |
| 7  | Дженнифер Лопес                       | Love Don’t Cost a Thing      | 4,813                      |
| 8  | Лиэнн Раймс                           | Can’t Fight the Moonlight    | 4,587                      |
| 9  | Destiny's Child                       | Independent Women            | 4,347                      |
| 10 | Джанет Джексон                        | All for You                  | 4,295                      |

- Самый продаваемый альбом в Великобритании — «No Angel» (Дайдо)
- Самый продаваемый сингл в Великобритании — «Clint Eastwood» (Gorillaz)
- Самый продаваемый альбом в США — «Hybrid Theory» группы Linkin Park
- Самый продаваемый сингл в США (Billboard Hot 100) — «Hanging By a Moment» (Lifehouse), второе место — «Fallin'» (Алишия Кис), третье место — «All for You» (Джанет Джексон)

## Награды
- «Грэмми» за альбом года — звуковая дорожка к фильму «О, где же ты, брат?»
- «Грэмми» за запись года — U2 за «Walk On»
- «Грэмми» за песню года — Алишия Кис за «Fallin'»
- «Грэмми» за лучший альбом современного джаза — Маркус Миллер за «М²»
- MTV Europe Music Awards Лучшая группа — Limp Bizkit за альбом «Chocolate Starfish and the Hot Dog Flavored Water»
- Brit Awards за лучшие британские записи: сингл — «Don’t Stop Movin'» (S Club 7), альбом — «No Angel» (Дайдо)

### Зал славы рок-н-ролла
Исполнители:
- Aerosmith (Джоуи Крамер, Джо Перри, Стивен Тайлер, Брэд Уитфорд и Том Хэмилтон)[1]
- The Flamingos (Терри «Баззи» Джонсон[англ.], Джонни Картер[англ.], Джейк Кэри, Зик Кэри, Солли Макэлрой, Нейт Нельсон, Пол Уилсон и Томми Хант[англ.])[2]
- Queen (Джон Дикон, Фредди Меркьюри, Брайан Мэй и Роджер Тейлор)[3]
- Steely Dan (Уолтер Беккер[англ.] и Дональд Фейген)[4]
- Соломон Бёрк[5]
- Ричи Валенс[6]
- Майкл Джексон[7]
- Пол Саймон[8]

Неисполнители:
- Крис Блэквелл[9]

Аккомпанирующие музыканты:
- Джеймс Бёртон[10]
- Джонни Джонсон[11]

### Зал славы авторов песен
- Эрик Клэптон[12]
- Вилли Нельсон[13]
- Долли Партон[14]
- Пол Уильямс[англ.][15]
- Дайан Уоррен[16]

Награда Джонни Мерсера:
- Билли Джоэл[17]

Награда Эйба Олмена издателю:
- Ральф Пир[англ.][18]

Награда Сэмми Кана за жизненные достижения:
- Глория и Эмилио Эстефан[англ.][19]

Награда Хауи Ричмонда создателю хитов:
- Дайон Уорвик[20]

Награда покровителю искусств:
- Айрис Кантор[англ.][21]

Награда за выдающуюся песню:
- Let Me Call You Sweetheart[англ.][22]

### Зал славы кантри
- The Delmore Brothers[англ.] (Рэбон Делмор и Элтон Делмор)[23]
- The Everly Brothers (Дон Эверли и Фил Эверли)[24]
- Homer and Jethro[англ.] (Кеннет Бёрнс[англ.] и Генри Хэйнс[англ.])[25]
- The Jordanaires (Нил Мэттьюс[англ.], Гордон Стокер, Рэй Уокер[англ.] и Хойт Хоукинс)[26]
- The Louvin Brothers (Айра Лувин[англ.] и Чарли Лувин[англ.])[27]
- Билл Андерсон[англ.][28]
- Дон Гибсон[29]
- Уэйлон Дженнингс[30]
- Дон Лоу[англ.][31]
- Кен Нельсон[англ.][32]
- Уэбб Пирс[33]
- Сэм Филлипс[34]

## Рейтинги
- Самые известные российские исполнители (2001)

## Группы

### Новые
См. также: Музыкальные коллективы, появившиеся в 2001 году
- Ю-Питер (июнь)
- Город 312 (14 октября)
- Luna Aeterna (лето)
- Absenth (ноябрь)
- Ольви (3 ноября)
- Everlost
- Amatory (1 апреля)
- Oaksenham
- Tokio Hotel
- The Mars Volta
- Адриан и Александр
- Smash!!
- Высокое Напряжение
- 7Б (8 марта)
- Audioslave
- Inexist (лето)
- My Chemical Romance
- Plastika
- Шумы России
- Timeless Miracle
- Inactive Messiah
- Fall Out Boy
- Kunteynir

### Распавшиеся
- Savage Garden (1994—2001)
- Ultramagnetic MCs (1984—2001)

## Выпущенные альбомы
См. также категорию музыкальных альбомов 2001 года.

### Январь
- J.Lo (Дженнифер Лопес, CD, Epic Records, 16 января)
- The Modern Age (The Strokes, CD, Rough Trade Records, 29 января)

### Февраль
- Everyday (Dave Matthews Band, 27 февраля)

### Март
- B.P. Empire (Infected Mushroom, LP, BNE, 1 марта)
- Just Push Play (Aerosmith, 6 марта)
- Back to the Blues (Гэри Мур, 12 марта)
- Discovery (Daft Punk, Virgin Records, 13 марта)
- Puritanical Euphoric Misanthropia (Dimmu Borgir, 20 марта)
- Unleashed Memories (Lacuna Coil, 20 марта)
- 25 кадр (Сплин, 25 марта)
- Awakening the World (Lost Horizon, 25 марта)
- Египтянин (Пикник, 26 марта)
- Set It Off (Thousand Foot Krutch, 27 марта)
- Arcana (Edenbridge, 29 марта)

### Апрель
- Crown Royal (Run-D.M.C., 3 апреля)
- Wages of Sin (Arch Enemy, 25 апреля)
- The 4th Level (Down Low, 2 апреля)
- Mutter (Rammstein, 2 апреля)
- Химера (Ария, 12 апреля)
- Модель (Океан Ельзи, 20 апреля)
- Время не ждёт (Чайф, 20 апреля)

### Май
- Wingspan: Hits and History (Paul McCartney, 7 мая)

- All Killer No Filler (Sum 41, 8 мая)
- Sexual Healing (E-Rotic, 9 мая)
- Reveal (R.E.M., 14 мая)
- Acoustica (Scorpions, 14 мая)
- Exciter (Depeche Mode, 14 мая)

- The World Needs a Hero (Megadeth, 15 мая)
- Lateralus (Tool, 15 мая)
- 200 по встречной (Тату, Universal Music, 21 мая)
- Зрение (Линда, BMG Russia, 24 мая)
- Маникюры (Мантана, Союз, 26 мая)
- Decipher (After Forever, 27 мая)
- 10,000Hz Legend (Air, 28 мая)

### Июнь
- Amnesiac (Radiohead, 4 июня)
- Sinner (Drowning Pool, LP, 5 июня)
- Легко и даже изящно (Юта, JRC, 7 июня)
- Уличный боец (Децл, Media Star, 7 июня)
- Sounding The Seventh Trumpet (Avenged Sevenfold, 10 июня)
- We Bring The Noise! (Scooter, Sheffield Tunes, 11 июня)
- Take off Your Pants and Jacket (Blink-182, LP, 12 июня)
- Under the Influence (Warrant, CD, Down Boys Records, 12 июня)
- Bitter Suites to Succubi (Cradle of Filth, LP, AbraCadaver, 18 июня)
- Outrospective (Faithless, Cheeky Records/BMG, 18 июня)
- Over the Hills and Far Away (Nightwish, 25 июня)

### Июль
- Demolition (Judas Priest, CD, Steamhammer, 16 июля)
- Origin of Symmetry (Muse, LP, Mushroom, 17 июля)
- Is This It (The Strokes, CD, RCA Records, 30 июля)

### Август
- Odonata (Amethystium, 14 августа)
- Adema (Adema, 21 августа)
- Darkness and Hope (Moonspell, LP, Century Media, 22 августа)
- Deep Shadows and Brilliant Highlights (HIM, 27 августа)
- Iowa (Slipknot, 28 августа)
- Come Clean (Puddle of Mudd, 28 августа)

### Сентябрь
- Melody A.M. (Röyksopp, 3 сентября)

- A Funk Odyssey (Jamiroquai, LP, 3 сентября)
- Total: 1 (Total, 4 сентября)
- Toxicity (System of a Down, 4 сентября)
- Я такая разная (Светлана Лазарева, 6 сентября)
- Magnification (Yes, 10 сентября)
- Satellite (P.O.D., 11 сентября)
- God Hates Us All (Slayer, 11 сентября)
- Love and Theft (Боб Дилан, 11 сентября)
- Mandrake (Edguy, 24 сентября)
- Secret of the Runes (Therion, 24 сентября)
- Попытка № 5 (ВИА Гра, 27 сентября)

### Октябрь
- Beautiful Garbage (Garbage, 1 октября)

- Герой поколения бархат (Психея, 6 октября)

- Down to Earth (Оззи Осборн, 16 октября)
- Drukqs (Aphex Twin, 22 октября)
- Wake Up and Smell the Coffee (The Cranberries, 22 октября)
- The Great Depression (DMX, 23 октября)
- Katy Hudson (Кэти Перри, 23 октября)
- Into (The Rasmus, 29 октября)
- Invincible (Michael Jackson, 30 октября)
- Escape (Энрике Иглесиас, 30 октября)
- Britney (Бритни Спирс, 31 октября)

### Ноябрь
- Yeraz (Гор Мхитарян, 1 ноября)
- Echoes (Pink Floyd, сборник, LP, EMI, 5 ноября)
- Britney (Бритни Спирс, 6 ноября)
- Речной трамвайчик (Алла Пугачёва, 7 ноября)
- Driving Rain (Paul McCartney, 12 ноября)
- World Of Our Own (Westlife, 12 ноября)
- Как в старой сказке (Король и Шут, 12 ноября)
- Rain of a Thousand Flames (Rhapsody, 13 ноября)
- The Sinister Urge (Rob Zombie, 13 ноября)
- Animosity (Sevendust, 13 ноября)
- Перепишу любовь (Жасмин, 22 ноября)
- Heavy Left-Handed and Candid (Cradle of Filth, 25 ноября)
- Sex Generation (E-Rotic, 26 ноября)
- Ударная любовь (Ю-Питер)

### Декабрь
- Чтобы солнце грело (Вирус!, 3 декабря)
- Мяу кисс ми (Би-2, 3 декабря)

- New Old Songs (Limp Bizkit, 4 декабря)
- XX (Mushroomhead, 4 декабря)
- Теряя тень (Танцы Минус, 10 декабря)
- Rock Steady (No Doubt, 11 декабря)
- Там, де ти є... (Ани Лорак, 18 декабря)
- Жизнь и Свобода (Многоточие, 25 декабря)
- Том 2; Возрождение (Da B.O.M.B.)

### Неизвестные даты
- All Back to Mine (Moloko, сборник, LP)
- The Best (Вирус!)
- Bloody Lunatic Asylum (Theatres des Vampires)
- Contact! (Eiffel 65)
- In frostigen Tälern (Timo Rautiainen & Trio Niskalaukaus)
- From Serengethi To Taklamakan (Alquilbencil, LP)
- Jaktens Tid (Finntroll)
- MeGaMiX (Вирус!)
- Suender ohne Zuegel (In Extremo, LP)
- Vuoden synkin juhla (Viikate)
- You Had It Coming (Джефф Бек, LP)
- Августин (Валерий Леонтьев)
- Молодые ветра (7Б)
- Затурбись (Турбомода)
- Радиоактивная улыбка (EX Сектор Газа)
- Звёздный падл (Вячеслав Бутусов и музыканты группы «Кино»)
- Золотая коллекция 1987—2001 (Алексей Глызин)
- Максисингл № 3. Ein Zwei Drei Waltz (Агата Кристи)
- От рассвета до заката, или Sex по-русски-2 (Владимир Асмолов)
- Против ветра (Анатолий Полотно)
- Саундтреки (До свидания, невинность!) (Конец Фильма)
- Босиком на Луне (Ва-Банкъ)
- Скатертью дорога (Монгол Шуудан)
- Сердце (Flëur)
- Рок (НАИВ)
- Тихие игры (Вячеслав Бутусов)
- Чёрный ворон (Владимир Асмолов)
- Красавица — не красавица (Натали)
- Живи, страна! (Маша Распутина)

## Родились

### Январь
- 1 января — Винтер — южнокорейская певица, участница группы Aespa.
- 4 января — Маэль — французская певица.
- 19 января — Andro — украинский рэпер.
- 25 января — Микела Паче — мальтийская певица.

### Февраль
- 2 февраля — Мариа Макино — японская певица, участница группы Morning Musume.
- 8 февраля
  - Jxdn — американский певец, автор песен и тиктокер.
  - Ян Джонъин — южнокорейский певец, участник бой-бэнда Stray Kids.
- 22 февраля — Рэйна Ёкояма — японская певица, участница группы Morning Musume.

### Март
- 6 марта — Жавия Уорд ― американская певица и автор песен.
- 9 марта — Чон Соми — южнокорейская певица, автор песен и рэпер голландско-канадского происхождения, участница группы I.O.I.
- 12 марта — Алёна Швец — российская певица, автор песен и музыкант.
- 20 марта — Равиль Ислямов — российский скрипач.
- 25 марта — Aarne — русскоязычный музыкальный продюсер.
- 31 марта — София Тарасова — украинская певица, вокалистка группы «ВИА Гра».

### Апрель
- 1 апреля — Даниэль Лозакович — шведский скрипач.
- 10 апреля — Ноа Кирел — израильская певица, телеведущая, модель, танцовщица и актриса.
- 17 апреля — Син Рюджин — южнокорейская певица, рэпер и танцовщица, участница группы Itzy.
- 24 апреля — Соломия Лукьянец — украинская певица.
- 28 апреля — Мария Паррадо — испанская певица.
- 30 апреля — Lil Tjay — американский рэпер, певец и автор песен.

### Май
- 3 мая — Рэйчел Зеглер — американская актриса и певица.

### Июнь
- 5 июня — Чхэрён — южнокорейская певица, участница группы Itzy.
- 15 июня — Софья Лапшакова — российская певица и ведущая.
- 19 июня — Полина Сенатулова — российская скрипачка.
- 25 июня — Юрина Хиратэ — японская певица, участница группы Keyakizaka46.

### Июль
- 10 июля — Изабела Монер — американская актриса и певица.
- 26 июля — Канита — северомакедонская певица.
- 28 июля — Фогель — российский певец и автор песен.
- 29 июля — Нова Миллер — шведская певица, танцовщица, актриса и автор песен.
- 30 июля — Destroy Lonely — американский рэпер.

### Август
- 3 августа — Анна Тринчер — украинская певица и актриса.
- 12 августа — Дикси Д’Амелио — американская интернет-знаменитость и певица.
- 18 августа — Алмаханым — азербайджанская певица.
- 24 августа — Icegergert — российский рэпер.

### Сентябрь
- 8 сентября — Ленни-Ким — канадский певец и актёр.
- 24 сентября — Жюлия — французская певица.

### Октябрь
- 3 октября — SoFaygo — американский рэпер и певец.
- 19 октября — SpotemGottem — американский рэпер и автор песен.
- 21 октября — Александр Малофеев — российский пианист.
- 24 октября — Адель Кастийон — французская певица, актриса и видеоблогер.
- 30 октября — Белла Пейдж — австралийская певица.

### Ноябрь
- 11 ноября — Валя Карнавал — российская певица и видеоблогер.
- 22 ноября — Чжун Чэньлэ — китайский певец, автор песен и актер, участник группы NCT.

### Декабрь
- 6 декабря — Даня Милохин — российский рэпер и видеоблогер.
- 18 декабря — Билли Айлиш — американская певица и автор песен.
- 30 декабря — Nardo Wick — американский рэпер.

## Скончались

### Январь
- 4 января — Лес Браун (88) — американский джазовый музыкант и бэнд-лидер
- 6 января — Виктор Шнейдер (29) — российский поэт, бард, прозаик и переводчик
- 9 января — Иоганнес Петшуль (99) — немецкий музыкальный издатель
- 11 января
  - Ханс Гюнтер Моммер (75) — немецкий дирижёр и композитор
  - Клод Палиска (79) — американский музыковед хорватского происхождения
  - Ярема Стемповский (75) — польский актёр и певец
- 12 января
  - Луис Бонфа (78) — бразильский гитарист и композитор
  - Кира Вейн (84) — британская оперная певица (сопрано) российского происхождения
- 13 января — Женя Николаева (97) — немецкая танцовщица и актриса русского прохождения
- 16 января — Николай Будник (47) — советский и украинский кобзарь, бандурист и мастер народных музыкальных инструментов
- 19 января — Герман Исупов (65) — советский и украинский артист балета и балетмейстер
- 20 января — Беверли Пек Джонсон (96) — американская пианистка и музыкальный педагог
- 23 января
  - Джек Макдафф (74) — американский джазовый органист
  - Фарит Юсупов (75) — советский и российский артист балета и балетный педагог
- 24 января — Илзе Граубиня (59) — советская и латвийская пианистка и музыкальный педагог
- 26 января — Кшиштоф Мария Сенявский (49) — польский поэт, переводчик, писатель и автор текстов песен
- 27 января — Андре Прево (66) — канадский композитор и музыкальный педагог
- 29 января — Пьер Рош (81) — французский и канадский пианист и композитор
- 30 января — Эдмунд Феттинг (73) — польский актёр и певец

### Февраль
- 4 февраля
  - Николь Анрио (75) — французская пианистка
  - Раймо Кангро (51) — советский и эстонский композитор и музыкальный педагог
  - Янис Ксенакис (78) — французский композитор и архитектор греческого происхождения
- 5 февраля — Инна Зубковская (77) — советская и российская балерина и балетный педагог
- 7 февраля — Дейл Эванс (88) — американская актриса, певица и автор песен
- 8 февраля — Муборакшо Мирзошоев (39) — советский и таджикский певец и музыкант
- 16 февраля — Хелен Вита (72) — швейцарская певица и актриса
- 17 февраля — Валерий Кастельский (59) — советский и российский пианист
- 18 февраля — Георги Минчев (57) — болгарский певец, музыкант, композитор и телеведущий
- 19 февраля — Шарль Трене (87) — французский певец и автор песен
- 22 февраля — Джон Фэи (61) — американский гитарист
- 25 февраля
  - Гюнтер Вайсенборн (89) — немецкий пианист и дирижёр
  - Норбер Гланцберг (90) — французский композитор
  - Сигурд Рашер (93) — немецкий и американский саксофонист и музыкальный педагог
- 26 февраля — Клавдия Морейнис (89) — советская и российская тромбонистка
- 28 февраля — Владимир Машков (94) — советский и российский звонарь

### Март
- 1 марта — Александр Козлов (39) — советский и российский музыкант и композитор, сооснователь и клавишник группы «Агата Кристи»
- 3 марта — Богдан Сапелюк (58) — советский и украинский композитор, дирижёр и музыкальный педагог
- 4 марта — Гленн Хьюз (50) — американский певец и танцор, вокалист группы Village People
- 5 марта — Хусейн Мухтаров (62) — советский и киргизский оперный певец (бас)
- 7 марта — Михаил Златопольский (66) — советский и российский певец и актёр
- 8 марта
  - Нинет де Валуа (102) — британская артистка балета, хореограф и балетный педагог ирландского происхождения
  - Фрэнсес Марр Адаскин (100) — канадская пианистка
- 15 марта — Энн Сотерн (92) — американская актриса и певица
- 16 марта — Мария фон Ташнади (89) — венгерская певица и актриса
- 18 марта — Джон Филлипс (65) — американский певец и композитор, лидер группы The Mamas & the Papas
- 22 марта — Тоби Винг (85) — американская певица и актриса
- 24 марта
  - Борис Берлин (93) — канадский музыкальный педагог российского происхождения
  - Биргит Окессон (93) — шведская танцовщица и хореограф
- 26 марта — Лазар Силики (76 или 77) — албанский поэт, сценарист и либреттист
- 28 марта — Властимир Николовски (75) — македонский композитор и музыкальный педагог
- 29 марта — Джон Льюис (80) — американский джазовый пианист и композитор, музыкальный руководитель группы Modern Jazz Quartet
- 30 марта — Пётр Козинский (73) — советский и российский композитор и музыкальный педагог

### Апрель
- 1 апреля — Александр Обрадович (73) — югославский и сербский композитор и музыкальный педагог
- 3 апреля
  - Бутч Мур (63) — ирландский певец
  - Пол Пик[англ.] (63) — американский музыкант, гитарист группы The Blue Caps
- 6 апреля
  - Фридель фон Вангенхайм (61) — немецкий актёр, драматург и поэт-песенник
  - Евгений Малинин (70) — советский и российский пианист и музыкальный педагог
- 8 апреля — Марк Решетин (70) — советский оперный певец (бас)
- 9 апреля
  - Митчелл Стерн (45) — американский скрипач и альтист
  - Альберто Эреде (92) — итальянский дирижёр
- 15 апреля — Джоуи Рамон (49) — американский певец, музыкант и автор песен, вокалист группы Ramones
- 20 апреля
  - Ярослав Зих (89) — чехословацкий и чешский композитор и музыковед
  - Мария Карнилова (80) — американская актриса и танцовщица
  - Джузеппе Синополи (54) — итальянский дирижёр и композитор
- 21 апреля — Улла Поульсен (95) — датская балерина и актриса
- 29 апреля — Рита Хантер (67) — британская оперная певица (драматическое сопрано)

### Май
- 1 мая — Ольга Бардина (68) — советская и российская оперная и камерная певица (лирико-драматическое сопрано)
- 2 мая — Йоско Йосифов (90) — болгарский композитор и дирижёр
- 4 мая — Геннадий Корепанов-Камский (71) — советский и российский композитор, певец и музыкальный педагог
- 6 мая — Толибжон Бадинов (65) — советский и узбекский актёр и певец
- 10 мая — Иван Гревцов (60) — советский и украинский певец
- 12 мая — Перри Комо (88) — американский певец и актёр
- 19 мая
  - Ханс Майер (94) — немецкий литературовед, литературный и музыкальный критик
  - Галина Рождественская (75) — советский и российский дирижёр, хормейстер и музыкальный педагог
- 20 мая — Ренато Карозоне (81) — итальянский певец, пианист, композитор и дирижёр
- 24 мая — Владимир Резицкий (55) — советский и российский джазовый саксофонист, флейтист, композитор и бэнд-лидер
- 27 мая — Александр Токмаков (51) — советский и российский композитор, поэт и музыкант
- 28 мая
  - Харальд Андерсен (82) — финский хоровой дирижёр и композитор
  - Франсис Бебей (71) — камерунский скульптор, музыкант, певец и писатель
  - Тони Эштон (55) — британский композитор, клавишник и певец
- 30 мая
  - Этьен Бодо (98) — французский гобоист
  - Николай Корндорф (54) — советский и российский композитор

### Июнь
- 3 июня
  - Валерий Васильев (73) — советский и российский пианист и музыкальный педагог
  - Барият Солтан Мурадова (87) — советская и российская актриса и певица
- 4 июня — Джон Хартфорд (63) — американский певец, музыкант и автор песен
- 7 июня — Леон Поммерс (86) — американский пианист российского происхождения
- 8 июня — Даурен Абиров (77) — советский и казахский артист балета и балетмейстер
- 9 июня — Дэвид Шейнфелд (94) — американский скрипач и композитор
- 13 июня — Зигфрид Науман (81) — шведский композитор, дирижёр и музыкальный педагог
- 14 июня — Мати Куулберг (53) — советский и эстонский скрипач, композитор и музыкальный педагог
- 15 июня — Юлюс Юзелюнас (85) — советский и литовский композитор и музыкальный педагог
- 16 июня — Павел Андрейченко (70) — советский и молдавский танцор и актёр
- 20 июня — Эрнест Бур (88) — французский дирижёр
- 21 июня
  - Франсуа Лезюр (78) — французский музыковед
  - К. В. Махадеван (83) — индийский кинокомпозитор, поэт-песенник и музыкальный продюсер
  - Суад Хосни (58) — египетская актриса, певица и танцовщица
  - Джон Ли Хукер (83) — американский певец, гитарист и автор песен
- 26 июня — Джина Чинья (101) — французская и итальянская оперная певица (драматическое сопрано)
- 30 июня — Чет Аткинс (77) — американский гитарист, музыкальный продюсер и звукорежиссёр

### Июль
- 1 июля — Галина Черны-Стефаньска (78) — польская пианистка
- 8 июля
  - Геннадий Заволокин (53) — советский и российский композитор, баянист и гармонист, основатель и ведущий телепередачи «Играй, гармонь любимая!»
  - Лариса Сахьянова (71) — советская и российская балерина и балетный педагог
- 11 июля
  - Херман Брод (54) — нидерландский певец, пианист и поэт
  - Адольф Дрезен (66) — немецкий театральный и оперный режиссёр
- 16 июля — E-Moneybags (31) — американский рэпер
- 18 июля — Мими Фаринья (56) — американская певица и автор песен
- 20 июля — Милт Гейблер (90) — американский музыкальный продюсер
- 27 июля — Леон Уилксон[англ.] (49) — американский музыкант, басист группы Lynyrd Skynyrd
- 31 июля — Денеш Коромзаи (88) — венгерский и американский альтист и музыкальный педагог

### Август
- 3 августа
  - Ларс Юхан Верле (75) — шведский композитор
  - Жанна Лорио (73) — французский музыкант, исполнительница на волнах Мартено
  - Стефан Рахонь (95) — польский дирижёр и композитор
- 6 августа — Ларри Адлер (87) — американский джазовый исполнитель на губной гармонике
- 10 августа
  - Энвер Бакиров (81) — советский и российский композитор
  - Янош Мароти (75) — венгерский музыковед и музыкальный критик
- 14 августа — Николай Орлов (86) — американский артист балета, балетмейстер и балетный педагог российского происхождения
- 17 августа — Эмиль Горовец (78) — советский, израильский и американский певец и композитор
- 19 августа
  - Сильвия Миллекам (45) — нидерландская актриса, комедиантка, певица и телеведущая
  - Бетти Эверетт (61) — американская певица
- 21 августа — Вели Ахмедов (83) — советский и туркменский композитор и музыкальный педагог
- 24 августа — Роман Матсов (84) — советский и эстонский дирижёр и музыкальный педагог
- 25 августа
  - Алия (22) — американская певица, актриса и модель
  - Филипп Леотар (60) — французский актёр и певец
- 27 августа — Карл Ульрих Шнабель (92) — немецкий и американский пианист и музыкальный педагог
- 30 августа — Мара Себрионски Двонх (86 или 87) — американская скрипачка
- 31 августа — Клавдия Геутваль (71) — советская и российская чукотская сказительница, песенница и поэтесса

### Сентябрь
- 1 сентября — Иосиф Вайнштейн (82) — советский и канадский джазовый трубач, дирижёр и аранжировщик
- 2 сентября — Анатолий Васильковский (76) — советский и российский баянист и композитор
- 6 сентября — Прасковья Ботезат (78) — советская и молдавская оперная певица (лирическое сопрано) и музыкальный педагог
- 7 сентября
  - Игорь Букетов (86) — американский дирижёр
  - Барно Исхакова (74) — советская и израильская певица и музыкальный педагог
- 11 сентября — Каролин Беуг (48) — американский кинорежиссёр, музыкальный продюсер и писательница
- 14 сентября
  - Стелиос Казандзидис (70) — греческий певец
  - Виктор Розанов (74) — советский, украинский и немецкий оперный певец (лирический тенор)
- 22 сентября
  - Фикрет Кызылок (54) — турецкий певец, гитарист и автор песен
  - Айзек Стерн (81) — американский скрипач еврейского происхождения
  - Хильда Хольгер (95) — австрийская танцовщица и хореограф
- 23 сентября — Генрик Томашевский (81) — польский танцор, хореограф, театральный режиссёр и педагог
- 25 сентября — Самар Дас (75) — бангладешский композитор и музыкант
- 27 сентября — Борис Толочков (72) — советский и российский хормейстер и композитор
- 29 сентября — Гельмут Ролоф (88) — немецкий пианист и музыкальный педагог

### Октябрь
- 1 октября — Мамед Кулиев (65) — советский и азербайджанский композитор и музыкальный педагог
- 5 октября
  - Юргис Карнавичюс (89) — советский и литовский пианист и музыкальный педагог
  - Золтан Секей (97) — венгерский и канадский скрипач
- 9 октября
  - Герберт Росс (74) — американский кинорежиссёр и хореограф
  - Ванчо Чавдарски (71) — югославский и македонский дирижёр
  - Карл Эльбергер (89) — австрийский фаготист и музыкальный педагог
- 10 октября — Луис Антонио Гарсиа Наварро (60) — испанский дирижёр
- 12 октября — Витольд Шалёнек (74) — польский композитор и музыкальный педагог
- 15 октября — Жан Лоран (92) — бельгийский скрипач и музыкальный педагог
- 17 октября — Мишлин Остермейер (78) — французская легкоатлетка и пианистка
- 26 октября
  - Герхард Вольгемут (81) — немецкий композитор и музыковед
  - Алоис Форер (92) — австрийский органист и музыкальный педагог
  - Ласло Халас (96) — американский дирижёр венгерского происхождения
- 28 октября
  - Любомир Сагаев (84) — болгарский музыковед и музыкальный критик
  - Герард Хенгевелд (90) — нидерландский пианист, композитор и музыкальный педагог
- 30 октября — Ёрицунэ Мацудайра (94) — японский композитор

### Ноябрь
- 4 ноября — Борис Манжора (80) — советский и российский тромбонист, музыковед и музыкальный педагог
- 12 ноября
  - Константин Басков (72) — советский и российский оперный певец (тенор)
  - Хачатур Нерсисян (77) — советский и армянский каманчист и композитор
  - Елена Черкасская (64) — советская и российская балерина и хореограф
- 13 ноября
  - Рафаэл Зоммер (64) — израильский и британский виолончелист и музыкальный педагог
  - Мариус Флотхёйс (87) — нидерландский композитор и музыковед
- 17 ноября — Михаэль Кароли (53) — немецкий музыкант и композитор, основатель, гитарист и скрипач группы Can
- 20 ноября — Франко Гулли (75) — итальянский скрипач
- 24 ноября — Мелани Торнтон (34) — американская и немецкая певица, вокалистка группы La Bouche
- 26 ноября — Грета фон Цириц (102) — немецкая пианистка и композитор австрийского происхождения
- 29 ноября — Джордж Харрисон (58) — британский рок-музыкант, певец и композитор, гитарист группы The Beatles
- 30 ноября — Антон Григорьев (75) — советский оперный певец (лирический тенор) и музыкальный педагог

### Декабрь
- 3 декабря
  - Гарри Винтер (87) — австрийский певец
  - Виктор Федотов (68) ― советский и российский дирижёр и музыкальный педагог
- 8 декабря — Андре Юррес (89) — нидерландский пианист, музыкальный педагог и музыкальный деятель
- 10 декабря — Хайнц Рёгнер (72) — немецкий дирижёр
- 11 декабря
  - Аким Джемилев (83) — советский и украинский балетмейстер, танцор и хореограф
  - Лев Сивухин (66) — советский и российский хоровой дирижёр
- 13 декабря — Чак Шульдинер (34) — американский рок-музыкант и автор песен, основатель, гитарист и вокалист группы Death
- 15 декабря — Руфус Томас (84) — американский певец и диск-жокей
- 16 декабря — Тереза Рампацци (87) — итальянская пианистка, композитор и музыкальный педагог
- 17 декабря — Марта Мёдль (89) — немецкая оперная певица (меццо-сопрано, сопрано)
- 18 декабря
  - Жильбер Беко (74) — французский певец, композитор и пианист
  - Марсель Мюль (100) — французский саксофонист
- 21 декабря — Ольга Заботкина (65) — советская и российская балерина и актриса
- 22 декабря — Гжегож Цеховский (44) — польский композитор, музыкант и певец, основатель и лидер группы Republika
- 23 декабря — Леонидс Вигнерс (95) — советский и латвийский дирижёр и композитор
- 26 декабря — Людмила Гинзбург (85) — советская и украинская пианистка и музыкальный педагог
- 29 декабря
  - Флориан Фрике (57) — немецкий музыкант и композитор, основатель и клавишник группы Popol Vuh
  - Кассия Эллер (39) — бразильская певица и гитаристка
- 30 декабря — Анатолий Лихатов (70) — советский и российский гитарист и педагог
- 31 декабря
  - Эллиот Вайсгарбер (82) — американский и канадский композитор и кларнетист
  - Хисбулла Зубайдуллин (72) — советский и российский танцор и балетмейстер
  - Луиджи Сесса (74) — итальянский органист и дирижёр
- без точной даты — Виктор Барсов (73) — советский и российский пианист и дирижёр

### Без точной даты
- Леонид Джурмий (59 или 60) — советский и украинский кларнетист и дирижёр
- Роза Ромм (84 или 85) — советский и российский композитор
- Владимир Рыжиков (?) — советский и российский музыкальный редактор
- Игорь Худолей (60 или 61) — советский и российский композитор, пианист и музыкальный педагог
- Сада Шухари (92 или 93) — американская скрипачка